# Cotesia cultellata
Cotesia cultellata är en stekelart som först beskrevs av Vladimir Ivanovich Tobias 1966.  Cotesia cultellata ingår i släktet Cotesia och familjen bracksteklar. Inga underarter finns listade i Catalogue of Life.